# La Pyramide de glace
La Pyramide de glace est un roman policier historique de Jean-François Parot publié en 2014.

## Résumé
En 1784, Guillaume Semacgus affirme que le froid exceptionnel est dû au brouillard à la suite de l'éruption du volcan islandais Laki en 1783. 
Cet hiver-là, le corps d'une femme nue est trouvée dans une pyramide de neige après sa fonte. Un bout de porcelaine d'un service volé à la reine est planté dans le cou de la victime : elle a été vampirisée. Peu après, une galante est trouvée morte, puis le cadavre de Benot, ouvrier à la manufacture, est découvert avec le service de la reine dans un sac.
Le commissaire Nicolas Le Floch prouve que c'est Vainal, président à mortier, qui a assassiné la sosie de la reine. Sa servante affirme que c'est Benot qui a tué la galante et que le service devait justifier que c'était bien la reine. Vainal se pend.